# العامري (الغنايم)
قرية العامري هي إحدى القرى التابعة لمركز الغنايم في محافظة أسيوط في جمهورية مصر العربية. حسب إحصاءات سنة 2006، بلغ إجمالي السكان في العامري 3581 نسمة، منهم 1888 رجل و1693 امرأة.